# Дако-Джетіка
Спортивний клуб «Ювентус Бухарест» (рум. Club Sportiv Juventus București) — румунський футбольний клуб з міста Бухарест, заснований 1992 року. Із сезону 2017—2018 років виступає у Лізі I. Домашні матчі приймає на стадіоні «Ілле Оане» у Плоєшті, потужністю 15 500 глядачів.